# Луча Драконите
Луча Драконите (на английски: The Lucha Dragons) е Мексико-американски кеч отбор на WWE, включващ настоящия Шампиона на Съединените щати Калисто и Син Кара. Преди това бяха се били за развиващата се марка на WWE, NXT, където бяха Отборни шампиони на NXT. Тяхното име се отнася за техния луча либре кеч стил. Те станаха Отборни шампиони на NXT след като победиха тогавашните шампиони Възнесение на 11 септември 2014, на Завземане: Фатална четворка.

## В кеча
- Отборни финални ходове
  - Комбинация от Schoolboy, пренесено на deadlift powerbomb (Син Кара) / Diving corkscrew crossbody (Калисто)
  - Salida del Sol[4] (Sitout standing shiranui)[5][6][7] (Калисто) / последвана от Swanton bomb (Син Кара)
- Финални ходове на Син Кара
  - Dragon bomb High-angle senton bomb
- Финални ходове на Калисто
- Salida del Sol[8] (Sitout standing shiranui)[9][10][11]
- Входни песни
  - „Lucha Lucha“ на CFO$ (11 септември 2014 – )

### Титли и постижения
- Pro Wrestling Illustrated
  - PWI 500 класира Кара на #100 от 500 най-добрите единични кечисти през 2015
  - PWI 500 класира Калисто на #120 от 500 най-добрите единични кечисти през 2015
- WWE NXT
  - Отборни шампиони на NXT (1 път)
  - Победители в Турнира Претенденти за Отборните Титли на NXT (2014)
- WWE
  - Шампион на Съединените щати на WWE (2 пъти) – Калисто
  - Награди слами за OMG! Шокиращ Момент на годината (2015) – Калисто